# Персијска калиграфија
Персијска калиграфија (перс. خوشنویسی فارسی) или иранска калиграфија (перс. خوشنویسی ایرانی) која припада корпусу исламске калиграфије подразумева вековима неговану вештину лепог писања арапским алфабетом која се постепено обликовала у Персији и земљама под утицајем њене културе као што су земље средње Азије, Авганистан и Индијски потконтинент. Персијанци су у највећој мери дали допринос вештини уметничког писања и преиначења речи у краснопис, и постепено су почели да стварају своје калиграфске стилове који су нашли поклонике и у другим исламским земљама.
Калиграфија се у исламу сматра за сакралну уметност, будући да Божански говор Курана претвара у визуелне облике и тиме материјализује духовност. Бог се у Курану заклиње речима: Тако ми пера и оног што пишу!. Током протеклих векова курански текст је представљао главну тему персијске калиграфије.

## Историја
Значајне епохе у историји персијске калиграфије су преисламски, исламски и савремени период.

### Преисламски период[2]
Доступни примерци преисламске калиграфије упућују на постојање чврсто утемељене калиграфске традиције у култури древног Ирана која сеже до најстаријих времена. Клинопис се хиљадама година користио од источног Средоземља до долине реке Инд. Примерци клинастог писма које се користило у периоду Еламита и Персијског царства, обухватају историјске записе, печате и глинене плочице.
За време Ахеменидског царства у употребу улази и арамејско писмо као лингва франка на целом Блиском истоку. У парћанском и сасанидском периоду од арамејског се формира засебна врста пахлави писма. Авестанско писмо, модификована и употпуњена форма пахлавијског писма, коришћена је за записивање Авесте. Доступни примерци пахлавијских и авестанских рукописа спадају међу најдовршеније примерке калиграфске уметности древног света. Техника, форма и правила композиције, пропорција кривуља и површина, повезнице, сажето писање и потези пера у калиграфији пахлавијског , авестинског и посебно махинејског писма, директно су утицали на појаву неких стилова у исламској калиграфији.

### Исламски период
Са падом сасанидске династије и појавом ислама у 7. веку стварају се два нова писма - куфско које је угласто са хоризонталним везама, и насх које је више заобљено. Оба су базирана на коптском и сиријском писму која су настала од арамејског и феничанског. У првим вековима исламске ере, коришћена је једноставна форма куфског и насх писма, које писари касније развијају и прилагођавају персијском језику. За време абасидског калифата, а посебно током владавине Ел-Мамуна долази до експанзије свих врста уметности, а нарочито калиграфије, када настају нови стилови.
Под покровитељством селџучког атабега Ебу Бекр бин Саад ал-Зангија (владао 1231-1260) у Фарсу, створено је на десетине рукописних верзија Курана.
У време владавине династије Илханида, под утицајима кинеске уметности и доминације Монгола, странице верских књига почињу да се улепшавају декоративним формама.
За време владавине Тимурида у Персији калиграфији је посвећена посебна пажња, а принц Бајсонгор, је био најпознатији калиграф тог периода.
Велики арапски мислилац Џахиз (767—868) и неколико векова након њега чувени историчар Ибн Халдун (1332-1406), у својим књигама су указали на конструктивну и фундаменталну улогу Иранаца на појаву калиграфије у арапском лепом писању.

### Савремена епоха
Заједно са другим уметничким гранама и калиграфија је у савременом добу претрпела значајне промене. Пахлавијска ера била је ера повезивања са трендовима савремене уметности у другим земљама и смелог приступа иновацијама. Као пример може се навести стил накаши-хат у којој се сликарство преплиће са калиграфијом и јавља се током шездесетих година 20. века.

#### Иранско удружење калиграфа[5]
Иранско удружење калиграфа основано је 1951. године у сарадњи иранског Министарства за уметност и културу и неколицине познатих професора и мајстора калиграфије као што су Хусеин Мирхани, Али Акбар Каве, Ебрахим Боузари и Хасан Мирхани. Иранско удружење калиграфа пружа студентима уметности могућност да похађају курсеве различитих стилова калиграфије и на крају сваког семестра организује испите на државном нивоу.

#### Престоница иранске калиграфије
Захваљујући чињеници да су у Казвину одгојени неки од великана иранске калиграфије, као што су Мирза Мухамед Хусеин Емад-ул Кетаб Казвини, Мирза Мухамед Али Хијарђи Казвини, Абдул Хамид Талегани и Малек Мухамед Казвини, овом граду је од стране Министарства за културу и исламско вођство и Високог савета за културу додељена титула престонице иранске калиграфије. Осим Музеја калиграфије Казвин који је смештен у палати Ћехел сотун у овом граду, у њему се сваке године организује низ значајних манифестација посвећених калиграфији, као што је Бијенале калиграфије Ирана, Фестивал калиграфије посвећен куранским стиховима и Фестивал калиграфије Гадир.

## Стилови

### Куфскописмо
Најранији исламски калиграфски стил појавило се у ирачком граду Куфи, по коме је и добило име. Куфско писмо представља најстарији, формалан и религијски значајан калиграфски стил. Првобитно куфско писмо није имало дијакритичке тачке и није било вокализовано што је узроковало одређене тешкоће приликом читања. Вокализовао га је ученик имама Алија, извесни Абул Асвад Ду'али, који је увео ознаке за вокале. Од свог настанка писмо је претрпело велике измене у различитим исламским земљама, а у складу са њиховим локалним културама и естетским потребама. Најлепши уметнички и естетски примерци куфског писма могу се наћи у натписима које украшавају историјска здања и џамије.

### Основни стилови[2]
Ибн Мукла, велики везир на абасидском двору, био је пионир калиграфије. Увео је правила и прописе за дванаест изворних образаца чиме су станднардизовани различити стилови писања и започета је нова епоха персијске калиграфије. На овај начин извршена је систематизација и издвојено је шест стилова писања:
- Насх је благо заобљени стил који је био у употреби и пре појаве ислама. Распрострањен је и очуван до данашњих дана захваљујући својој доброј форми и распореду. Лако је читљив, те је најчешће коришћен у преписивањима свете књиге.

- Мухакик је име за стари начин писања који је био мање угласт од куфског. Одликује га виткост линија и изражене вертикале. Постао је веома популаран за преписивање Курана. Лак је за читање. Најстарији примерци овог писма потичу из 12. века.

- Рејхан стил развијен је у 9. веку и визуелно је сличан мухакику, али је сложенији. Дијакритичке тачке и други ортографски знаци су увек написани тањим пером.

- Почетком 10. века с обзиром на потребе администрације која је захтевала писмо погодно за брзо писање, Ибн Мукла је изумео стил солс. Реч солс у значењу трећина подразумева да сваки графем једном својом трећином клизи надоле. Највише је употребљаван у писању наслова. У Британској библиотеци чува се један примерак Курана писан златним солсом, што представља изузетак, јер овај стил није коришћен за преписивање Курана. Солс има две подврсте, тагхил (сложени) и кафиф (једноставни).

- Тавки је по стилу између насха и солса, са правилима која су ближа солсу, али се пише у дубљој и заобљенијој форми. Усавршен је у 9. веку и убрзо су га прихватиле абасидске калифе. Име потиче од речи која значи потпис, будући да су овим начином писања калифе и други државни достојанственици потписивали акта. За тавки је карактеристична релативна хоризонтална развученост. Овај стил писања био је цењен код калиграфа у Османској империји.

- Рика стил сличан је солсу и таквију али сложенији и префињенији.

Рад Ибн Мукле наставио је Али ибн Хелал, припадник друге генерације његових ученика. У другој половини 13. века, Јакут је уздигао солс стил и његове изведенице који се до тог времена конституисао као универзални калиграфски стил у муслиманском свету. Иако су га изумели Иранци, више се није сматрало за специфично ирански калиграфски стил.

### Изведени стилови
Ирански мајстори калиграфије из основних стилова извели су три аутентична иранска стила.

#### Та'лик
Та'лик (висеће) је прво иранско калиграфско писмо које је средином 13. века увео калиграф Хаџе Таџ Салмани као комбинацију двају стилова - насх и рика. Састојало се од много кругова, заобљених слова и пружало је разне могућности за изражавање разноврсних композиција. Због тога је било претежно раширено међу онима који су били образованији и добро упућени у калиграфију. Правила и принципе његовог писања касније је установио Хаџе Абдулхај Манши Астарабади. Након усвајања и ширења та'лик писма, отомански Турци и Египћани су у њега уносили различите измене које су одговарале њиховим потребама. Њихов стил писања називан је дивани због његове употребе у службеној кореспонденцији. Овај стил се и даље користи у арапским земљама у две форме, ђали (велики) и кафи (мали). У Ирану је та'лик био у оптицају око сто година и током времена је изгубио своју примену.

#### Нас'талик
Нас'талик је најпопуларнији стил међу класичним персијским калиграфским стиловима. Познат је као "невеста калиграфских стилова" и представља понос иранске уметности. Настао је у 14. веку спајањем стилова насх и та'лик, а конституисао га је калиграф Мир Али Табризи. Након његове смрти усавршавању наста'лик стила допринели су његов син Мир Абулах, а затим Мирза Џафер Табризи и Азхар Табризи. Султан Али Машхади (1453—1520) дао је велики допринос развоју овог стила и калиграфске уметности. Након његове смрти велики број мајстора калиграфије радио је на даљем усавршавању и развоју наста'лик стила, попут Мир Али Херавија, и познатог калиграфа Мир Емад Хасанија (1554—1615).
Овај калиграфски стил темељи се на снажној структури која се веома мало променила од свог настанка. Њен оснивач, пронашао је оптималну композицију слова и графичких правила која је веома мало дотеривана током протеклих седам векова. Има кратке линије без цртица и дуге хоризонталне потезе. Једна шестина потеза су директни, а пет шестина су кружни покрети. У њему се истичу издужени хоризонтални потези и наглашено заобљене форме. Дијакритичке ознаке су постављене немарно, а линије више као да теку, него што су праве. Осим што је најлепши, наста'лик је технички и најкомпликованији персијски калиграфски стил.
Као основно писмо персијске писане традиције у пост-сасанидском периоду наста'лик је једнако важно и у подручјима која су била под његовим културним утицајем. Језици Ирана (азери, балучи, курдски, лорски итд.), Авганистана (дари персијски, паштунски, узбечки, туркменски итд.), Пакистана (панџаби, урду, кашмири итд.) и туркијски ујгурски језик кинеске покрајине Синкјанг, заснивају се на наста'лику.

#### Шекасте наста’лик(сломљенинаста’лик)
Овај стил је изумљен у 17. веку и заснива се на истим правилима као и нас'талик, с тим што пружа флексибилније покрете и донекле је истегнут и закривљен. Будући да је писање елегантног наста’лика изискивало пуно времена и прецизности, шекасте је настао како би се истовремено добило и на брзини и грациозности. Скоро век касније од његовог настанка, истакнути уметник Дарвиш Абдулмаџид Талегани побољшао је овај стил и довео га до перфекције. Након њега јављају се други знаменити калиграфи као што су Сејјед Али Акбар Голестане (1858—1901) и Мирза Голамреза Есфахани (1830—1886). Међу савременим калиграфима који стварају овом стилом један од најистакнутијих је Јадолах Каболи.

##### Сијах-машк
Културно-уметничке и политичко-социјалне и технолошке промене у Ирану у време династија Каџар и Пахлави створиле су основу за иновације у области калиграфије. У каџарској епохи, појавом штампарских машина калиграфија постепено губи своју основну функцију која се до тада огледала у писању и репродукцији писаних радова. Све више долазе до изражаја креативни аспекти и лични приступи, и у 17. веку из једноставне елементарне вежбе рађа се нови калиграфски израз, сијах-машк, који ће свој врхунац достићи у 19. веку. Овај стил карактеристичан је по томе што се речи или слова понављају и стоје разбацани једни поред других. Свој врхунац достигао је у каџарском периоду захваљујући уметницима као што су Мирза Голамреза Есфахани и Мир Хусеин Хошневис. Сијах-машк је опстао све до данас као чиста уметност ослобођена од преношења књижевних концепата и захваљујући томе што ствара искључиво визуелну лепоту.

### Мо’ала
Мо'ала је калиграфско писмо које 1995. године створио ирански калиграф Хамид Аџами и по први пут представљено 1999 године. Калиграфски стил мо'ала (узвишен) заснива се на субјективној и имагинитативној интерпретацији различитих калиграфских стилова који су на овај стил утицали само као визуелни модели. Прихваћен је као посебан калиграфски стил јер следи традиционалне принципе калиграфије у погледу форме слова и речи, док, истовремено, дели и неке сличности са другим калиграфским стиловима. Његов графички аспект се не удаљава од традиционалне калиграфије, већ пружа могућност његове примене и у другоим уметничким областима.
Карактеристике мо'ала стила
-Користи се пун потенцијал калиграфског пера јер се за писање користе све његове странице, што доводи до изразито јасних линија.
-Нагла промена притиска пера ствара јак контраст у дебљини линије.
-Пружа могућност стварања компликованих композиција и асиметричних форми.
-Пружа могућност измене пропорције, величине слова и узлазних линија како би се најбоље уклопиле у различите композиције.
-Погодан је за учење и без познавања других калиграфских стилова.
-Погодан је за коришћење у модерним архитектонским просторима.
-Флексибилан је за писање и даје могућност писања и у супротном смеру као и промене углова у словима једне или више речи.

## Калиграфски прибор
Калиграфски прибор укључује перо, мастило и папир. Пера које се користе у персијској калиграфији направљена су од трске. Посебно је цењена трска која расте у близини града Дезфул у покрајини Хузестан. Доњи делови трске користе се за дебља пера којима се исписују велика слова, средишњи део користи се за уобичајено калиграфско писање, а са врха трске добијају се пера које се користе само за фине детаље. Трска треба да је довољно дозрела да би могао правилно да јој се засече врх. Да би се контролисао доток мастила, као и ширина линије, прави се мали засек по средини врха. Врх трске засеца се на различите начине у зависности од стила писања.
Најбоље мастило увожено је из Кине у облику сувих комадића. Растварањем у води добијала се жељена конзистенција која је била довољно ретка да врх пера глатко клизи и довољно густа да се мастило не разлива. Овако припремљено мастило чувало се у стакленим или керамичким мастионицама са посебно прилагођеним отвором који је спречавао да мастило исцури ако се посуда случајно преврне. У мастионице су убацивани комадићи свилене тканине која је спречавала да оловка покупи сувише мастила.
Папир који се користи за калиграфско писање треба да има сјајну завршницу која спречава разливање мастила, чиме се постиже чистоћа линија.

## Развој персијске калиграфије изван Ирана
Највећи развој у иранској калиграфији изван Ирана догодио се у Кини. Прилагођавање страних елемената манирима и структуралним формама кинеске културе, довели су до појаве високо префињеног стила исламске калиграфије на коју су утицали идеограми кинеског писања, које је самостално достигло калиграфско савршенство. Међу најзначајнијим особеностима кинеског стила исламске калиграфије је њен сажети начин писања, лигатуре између малих и великих слова, без обзира на конвенционална правила, и измена хоризонталних линија у коцкасте. Исламска калиграфија се и данас практикује међу кинеским муслиманима где постоје истакнути калиграфи.